# Sânmiclăuș (okręg Alba)
Sânmiclăuș (węg. Betlenszentmiklós) – wieś w Rumunii, w okręgu Alba, w gminie Șona. W 2011 roku liczyła 1381 mieszkańców.